# Paus Sergius II
Sergius II (Rome, geboortedatum onbekend – sterfplaats onbekend, 24 januari 847) was de zoon van een voorname Romein. Hij werd, na zijn rivaal/tegenpaus Johannes VIII uitgeschakeld te hebben, al ingezegend zonder betrokkenheid van Lotharius I, de keizer van het Heilige Roomse Rijk. Deze zond daarop zijn zoon Lodewijk met een leger naar Italië om dit af te straffen. Er werd een regeling getroffen waarbij Lodewijk tot koning van de Longobarden werd gemaakt.
Tijdens zijn korte pontificaat werd Rome geplunderd. Ook beroofden de Saracenen de Sint-Pietersbasiliek en de Sint-Paulus buiten de Muren. De Saracenen hadden ook Porto en Ostia aangevallen in 846. Sergius stierf in 847 en werd opgevolgd door paus Leo IV.
Volgens het verzonnen verhaal van pausin Johanna zou een uit Ingelheim am Rhein afkomstige vrouw Johanna onder de priesternaam Johannes Anglicus vertrouweling van paus Sergius II zijn geworden, nadat zij hem van een zeer pijnlijke jichtaandoening had genezen. Later zou zij als enige vrouw tot paus zijn gekozen (na Sergius' opvolger Leo IV).